# Едхем Абди
Едхем Абди ефенди или Едхем ефенди  е османски просветен деец, учител в Солунската българска мъжка гимназия, митнически, просветен и пощенски цензор.

## Животопис
Роден е в Солун около 1862 година. Син е на учител. Завършва Галатасарайския лицей в Цариград. 

Към 1882 година започва работа като преподавател по турски език в Солунската българска мъжка гимназия. Павел Шатев описва своя учител Едхем ефенди като „интелигентен и добродушен човек“, към когото е насочена омразата на учениците към турската тирания. Той пише:
| „ | Едхем ефенди с една особена старателност правеше всичко възможно да ни улесни в изучаването на турския език, който за нас в сравнение с останалите езици бе мъчен и труден предмет за изучаване....Той се мъчи на турски, на български или най-сетне с помощта на френската граматика да ни обясни, а ние все се преструвахме, че не сме разбрали и му давахме да разбере, че не ще можем да разберем. Той се ядосваше, ние се смеехме, той ни гълчеше – ние нехаехме и често пъти Едхем ефенди съвършено изморен, нервиран и ядосан, виждайки явното наше нехайство, хвърляше тебешира на пода, вземаше каталога си и излизаше от класната стая без да донесе нито на класния ни учител, нито на директора за този наш саботаж. Едхем ефенди правеше това от добродушие, защото и като човек, и като възпитател, и преподавател не искаше заради него да пострада някой от учениците. | “ |

През 1906 година Едхем Авди е уволнен за кратко като преподавател в гимназията, но впоследствие е възстановен на работа.
В края на живота си живее в Измир. През 1914 година кандидатства за драгоман в Българското консулство в Измир.

## Семейство
Едхем ефенди има две дъщери и един син. Единият му брат е драгоманин на генералния инспектор на Румелийския вилает Хюсеин Хилми паша. Другият му брат е вилаетски драгоманин в Скопие. През 1906 година пише до Екзарх Йосиф „...цялата ми фамилия служи на българите“.